# Вербовское
Вербовское (укр. Вербівське) — село,
Письменский поселковый совет,
Васильковский район,
Днепропетровская область,
Украина.
Код КОАТУУ — 1220755401. Население по переписи 2024 года составляло 412 человека.

## Географическое положение
Село Вербовское находится у истоков реки Соломчина,
ниже по течению на расстоянии в 2 км расположено село Рубановское.
Река в этом месте пересыхает, на ней сделано несколько запруд.

## Экономика
- «Авангард», ООО.

## Объекты социальной сферы
- Школа.
- Дом культуры.
- Амбулатория
- Дет. сад.

## Религия
- Свято-Знаменский женский монастырь.